# Dariusz Kuć
Dariusz Kuć (né le 24 avril 1986 à Cracovie) est un athlète polonais, spécialiste du 100 mètres.
Le 15 août 2008, il finit 7e de son quart de finale du 100 m des Jeux olympiques 2008 à Pékin en 10 s 46 derrière notamment Churandy Martina, Michael Frater et Naoki Tsukahara.
Le 15 août 2009, lors des Championnats du monde 2009 de Berlin, il terminera 8e et dernier de son quart de finale en 10 s 38 (+0,1 m/s) derrière entre autres Daniel Bailey, Usain Bolt, Monzavous Edwards et Churandy Martina. 
Lors des Championnats du monde de Daegu en août 2011, il se hisse en demi-finales du 100 m. Il y prend la 8e et dernière place en 10 s 51 derrière notamment les deux qualifiés pour la finale Usain Bolt et Christophe Lemaitre.

## Palmarès

### Championnats du monde d'athlétisme
- Championnats du monde d'athlétisme de 2007 à Osaka ( Japon) 
  - éliminé en quart de finale sur 100 m
  - abandon en finale du relais 4 × 100 m

### Championnats d'Europe d'athlétisme
- Championnats d'Europe d'athlétisme de 2006 à Göteborg ( Suède)
  - 6e sur 100 m
  -  Médaille d'argent en relais 4 × 100 m

### En salle

#### Championnats du monde d'athlétisme en salle
- Championnats du monde d'athlétisme en salle de 2006 à Moscou ( Russie)
  - éliminé en demi-finale sur 60 m

### Junior

#### Championnats d'Europe junior d'athlétisme
- Championnats d'Europe junior d'athlétisme de 2005 à Kaunas ( Lituanie)
  - 6e sur 100 m